# Theodore Douglas Robinson
Pour les articles homonymes, voir Robinson.
Theodore Douglas Robinson (28 avril 1883, New York - 10 avril 1934), est un homme politique américain.

## Biographie
Fils de Douglas Robinson, Jr. et de Corinne Roosevelt (sœur du président Theodore Roosevelt), et frère de Corinne Alsop Cole, il est membre du Sénat de l'État de New York de 1917 à 1918, puis de 1921 à 1924. Il y est président du Parti progressiste.
Il est secrétaire assistant à la Marine de 1924 à 1929.
Il épouse sa cousine Helen Rebecca Roosevelt (1881-1962), fille de James Roosevelt Roosevelt (en) (demi-frère du président Franklin Delano Roosevelt) et de Helen Schermerhorn Astor (fille de William Backhouse Astor, Jr. (en) et de Caroline Webster Schermerhorn).

## Sources
- (en) Cet article est partiellement ou en totalité issu de l’article de Wikipédia en anglais intitulé « Theodore Douglas Robinson » (voir la liste des auteurs).